# Gühlen-Glienicke
Gühlen-Glienicke è una frazione della città tedesca di Neuruppin, nel Land del Brandeburgo.

## Storia
Il 20 settembre 1993 il comune di Gühlen-Glienicke venne soppresso e aggregato alla città di Neuruppin.

## Geografia antropica
Appartengono alla frazione di Gühlen-Glienicke le località di Rheinsberg-Glienicke, Binenwalde, Neuglienicke, Steinberge, Kunsterspring e Boltenmühle.

## Amministrazione
La frazione di Gühlen-Glienicke è governata da un «consiglio locale» (Ortsbeirat) di 3 membri.